# Vi' bare bjørne
Vi' bare bjørne, el. Vi’ bare bjørne (engelsk originaltitel: We Bare Bears) er en amerikansk animeret tv-serie skabt af Daniel Chong til Cartoon Network. Serien handler om de tre bjørnebrødre Grizz, Panda og Isbjørn og deres akavede forsøg på at integrere sig i menneskeverdenen i San Francisco Bay Area.